# UFC Fight Night: Machida vs. Dollaway
UFC Fight Night: Machida vs. Dollaway (también conocido como UFC Fight Night 58) fue un evento de artes marciales mixtas celebrado por Ultimate Fighting Championship el 20 de diciembre de 2014 en el Ginásio José Corrêa en Barueri, Brasil.

## Historia
El evento estelar contó con un combate de peso medio entre Lyoto Machida y C.B. Dollaway.
Se esperaba que Tom Niinimäki se enfrentara a Rony Jason en el evento. Sin embargo, Jason se retiró de la pelea el 10 de diciembre y fue sustituido por el debutante Renato Moicano.
Daniel Sarafian tenía previsto enfrentarse a Dan Miller en el evento. Sin embargo, Miller se retiró de la pelea el 11 de diciembre y fue sustituido por el debutante Antônio dos Santos.

## Premios extra
Cada peleador recibió un bono de $50,000.
- Pelea de la Noche: No hubo premiados
- Actuación de la Noche: Lyoto Machida, Renan Barão, Erick Silva y Vitor Miranda